# شهرستان آدامز (ایلینوی)
شهرستان آدامز، (به انگلیسی: Adams County) شهرستانی در ایالت ایلی‌نوی ایالات متحده امریکا و بر طبق سرشماری ۲۰۱۰ این شهرستان ۶۷۱۰۳ نفر جمعیت داشته‌است. رشد جمعیت این شهرستان از ۲۰۰۰ تا ۲۰۱۰، حدود ۱٫۷ درصد بوده‌است
طبق سرشماری ۲۰۱۰، مساحت این شهرستان ۲۲۵۶٫۸ کیلومتر مربع وسعت داشته که از این مقدار ۱٫۸۵ درصد آب و ۹۸٫۱۵ درصد خشکی می‌باشد.
این شهرستان در ۱۸۲۵ از شهرستان پیک جدا شد. این شهرستان نام خود را از ششمین رئیس‌جمهور ایالات متحده، جان کوئینسی آدامز، گرفته‌است.

## نگارخانه

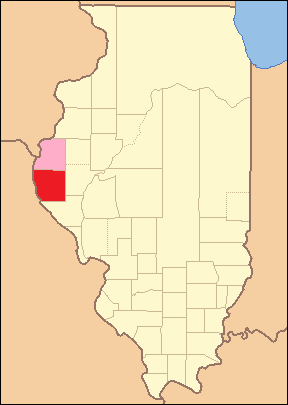
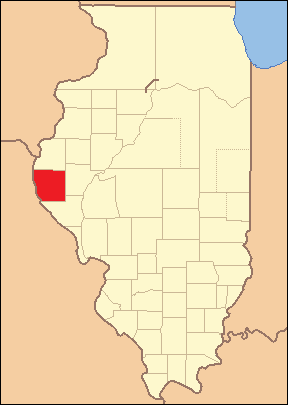

## همسایگان و راه‌ها
همسایگان این شهرستان عبارتند از:
- شمال: شهرستان هنکوک
- شمال‌شرق:
- شرق: شهرستان بروان
- شرق: شهرستان شولی لر
- جنوب‌شرق:
- جنوب: شهرستان پیک
- جنوب‌غرب:
- غرب: شهرستان ماریون، کنتاکی
- غرب: شهرستان لویس، کنتاکی
- شمال‌غرب:

راه‌های اصلی این شهرستان:
1. بزرگراه میان‌ایالتی ۱۷۲
2. بزرگراه ۲۴ ایالات متحده
3. بزرگراه ۳۶ ایالات متحده
4. جاده ۵۷ ایلی‌نوی
5. جاده ۶۱ ایلی‌نوی
6. جاده ۹۴ ایلی‌نوی
7. جاده ۹۶ ایلی‌نوی
8. جاده ۱۰۴ ایلی‌نوی
9. جاده ۳۳۶ ایلی‌نوی

## شهرها
- کوئینسی، ایلی‌نوی، مرکز شهرستان